# Constitution du Costa Rica
La Constitution du Costa Rica est la loi suprême de ce pays. Elle a été adoptée le 7 novembre 1949, après la guerre civile de 1948. Plusieurs constitutions succédèrent à la première constitution de 1812 ; la dernière avait été ratifiée en 1871. Elle est remarquable, car le Costa Rica est le premier État à s'être interdit la constitution d'une armée permanente par ce texte de loi.

## Élaboration du texte original de la Constitution
La junte de gouvernement présidée par José Figueres Ferrer qui assuma le pouvoir au Costa Rica le 8 mai 1948 prit le nom de « junte fondatrice de la Seconde République (es) » et remit provisoirement en vigueur les chapitres de la Constitution de 1871 (es) sur les garanties nationales, individuelles et sociales le jour même. Le 3 septembre 1948, la junte déclencha l'élection d'une assemblée constituante (es), qui débuta ses travaux le 15 janvier 1949. Cette assemblée reconnut l'élection présidentielle vérifiée d'Otilio Ulate et décida qu'il exercerait la première présidence de 1949 à 1953.

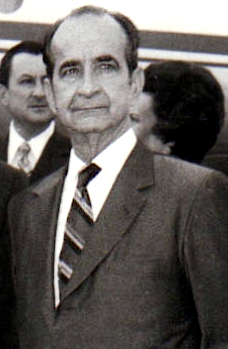
José Figueres Ferrer

La junte avait nommé une commission de juristes pour l'élaboration d'un projet de constitution. Ce dernier était détaillé et contenait de grandes innovations et des idées avancées, mais l'assemblée constituante le rejeta et prit la Constitution de 1871 comme base de discussion. Elle admit toutefois quelques éléments du projet au cours de ses séances. Le 7 novembre 1949, elle adopta la nouvelle constitution, qui est encore en vigueur.

## Résumé de la Constitution
Dans sa version originale, la Constitution de 1949 comptait 199 articles répartis en 18 titres, plus 19 articles transitoires.
1. Le titre 1 déclare que la République est libre et indépendante, proclame que la souveraineté réside dans la Nation, délímite le territoire costaricien et consacre sa souveraineté sur l'espace aérien de son territoire, les eaux territoriales et le plateau continental. Il dispose que le gouvernement est populaire, représentatif, alternatif et responsable et que l'exercent les pouvoirs législatif, exécutif et judiciaire. Il prévoit aussi que les dispositions contraires à la Constitution sont nulles et charge la Cour suprême de justice (es) de prononcer à la majorité des deux tiers des voix[4] l'inconstitutionnalité de dispositions législatives et de décrets de l'exécutif. L'armée est interdite en tant qu'institution permanente.
2. Le titre II régit la nationalité costaricienne par naissance ou naturalisation.
3. Le titre III régit la situation des étrangers, qui ont les mêmes droits et devoirs que les Costariciens, sauf exceptions déterminées par la Constitution et les lois.
4. Le titre IV énonce les droits et garanties individuels. Entre autres innovations, il interdit le bannissement de Costariciens, prévoit les recours de l'amparo et de l'habeas corpus et institue une juridiction du contentieux administratif (es).
5. Le titre V traite des droits et garanties sociaux et, en plus des droits énoncés dans le chapitre des garanties sociales introduit en 1943 dans la Constitution de 1871, contient des dispositions sur la famille, dont l'interdiction de discriminer en fonction de la nature d'une filiation.
6. Le titre VI, qui traite de la religion, reproduit tel quel le texte de la réforme constitutionnelle de 1882 sur le sujet. Il dispose que la religion catholique est celle de l'État et que celui-ci contribue à son maintien sans empêcher l'exercice d'aucun autre culte qui ne s'oppose pas à la morale universelle ni aux bonnes mœurs.
7. Le titre VII est consacré à l'éducation et à la culture. Non seulement il dispose que l'enseignement primaire est obligatoire, mais ajoute que ce dernier, l'éducation préscolaire et les études secondaires sont gratuits. Il garantit la liberté de l'enseignement privé et comprend de nouvelles dispositions sur l'université du Costa Rica, la liberté universitaire et divers objectifs culturels de la République.
8. Le titre VIII traite des droits et devoirs politiques. Il définit le suffrage universel direct comme droit des Costariciens des deux sexes et établit un tribunal suprême électoral (es) pour l'organisation et la direction des élections, la proclamation de leurs résultats et l'exercice d'autres fonctions afférentes. La tenue du registre de l'état civil relève aussi de ce tribunal. Ses membres sont élus pour six ans par la Cour suprême de justice à la majorité des deux tiers de ses membres et doivent satisfaire aux mêmes conditions que ces derniers.
9. Le titre IX régit le pouvoir législatif, qui est exercé par délégation du peuple par un organisme unicaméral appelé l'Assemblée législative et composé de 45 députés titulaires et d'au moins 15 suppléants[5]. Les députés sont élus pour un mandat de quatre ans et ne sont pas immédiatement rééligibles. L'organe du pouvoir législatif a perdu certaines de ses attributions traditionnelles, telles celles qui se rapportent aux élections, mais a acquis d'autres attributions, dont le pouvoir d'interpeller les ministres, de les censurer et de nommer des commissions d'enquête. Ses sessions ordinaires se sont allongées considérablement. Le pouvoir exécutif peut opposer son veto aux projets de loi qu'il considère comme indésirables ou inconstitutionnels, et dans ce dernier cas, c'est la Cour suprême qui tranche la question[4]. L'Assemblée est tenue de consulter la Cour suprême de justice, le Tribunal suprême électoral et d'autres institutions sur les projets de loi qui se rapportent à eux, mais peut s'en abstenir dans quelques cas après un vote à la majorité qualifiée.
10. Le titre X traite du pouvoir exécutif. Ce pouvoir est exercé par le président de la République et les ministres du gouvernement, ceux-ci en leur qualité de collaborateurs subordonnés que celui-là nomme et révoque librement. La présidence est de quatre ans, et un ancien président n'est rééligible à la présidence qu'après que huit années se sont écoulées depuis la fin de son mandat. Le peuple élit deux vice-présidents en même temps que le président ; ils remplacent ce dernier lors de ses absences temporaires ou définitives. Le cabinet, formé du président et des ministres, remplit des fonctions particulières, comme celles d'exercer le droit de grâce, de nommer les représentants diplomatiques et de les révoquer.
11. Le titre XI régit le pouvoir judiciaire. La Cour suprême de justice se compose de dix-sept[6] magistrats élus par l'Assemblée législative pour un mandat de huit ans et réélus automatiquement pour des mandats d'égale durée, sauf si l'Assemblée s'y oppose à la majorité des deux tiers du total des députés. Pour exercer cette magistrature, il faut détenir le titre d'avocat et avoir exercé cette profession pendant au moins dix ans.
12. Le titre XII traite du régime municipal. Il maintient la division en provinces, subdivisées en cantons, eux-mêmes subdivisés en districts. Dans chaque canton, il y a une municipalité élue par le peuple tous les quatre ans. Les municipalités sont autonomes.
13. Le titre XIII traite des finances publiques. Il régit l'établissement et l'exécution des budgets, ainsi que les fonctions de la Contraloría General (Bureau du vérificateur général) de la République et celles du Trésor national.
14. Le titre XIV régit les institutions autonomes, qui bénéficient d'une indépendance en matière de gestion et d'administration[7]. Elles comprennent les banques d'État, les compagnies d'assurance d'État et les nouveaux organismes créés par l'Assemblée législative à la majorité des deux tiers de ses membres.
15. Le titre XV régit le service civil, et le XVI traite du serment que les fonctionnaires publics doivent faire d'observer la Constitution et les lois et de les défendre.
16. Le titre XVII traite des révisions de la Constitution. Toute proposition de révision partielle de la Constitution doit être présentée en séance ordinaire par au moins dix députés. Elle doit être approuvée par les deux tiers des membres de l'Assemblée, puis être transmise au pouvoir exécutif. Le Président la rend avec ses observations à la session ordinaire suivante, en même temps que son message annuel au pouvoir législatif. L'Assemblée doit adopter à nouveau la révision aux deux tiers du total de ses membres. La révision générale de la Constitution ne peut être faite que par une assemblée constituante convoquée à cet effet, une fois accomplies les modalités prévues pour une révision partielle[7].
17. Le titre XVIII traite de l'entrée en vigueur de la Constitution et comprend les articles transitoires.

## Réformes depuis 1949
La Constitution de 1949 est encore en vigueur. Elle a fait l'objet de nombreuses réformes partielles. Parmi les plus importantes figurent les suivantes :
- En 1954, la Constitution permet d'augmenter le nombre de magistrats de la Cour suprême pour qu'elle soit formée du nombre nécessaire à son bon fonctionnement.
- En 1957, la Constitution prévoit que le pouvoir judiciaire se verra attribuer une somme égale au moins à 6 % des recettes ordinaires annuelles prévues au budget à partir de l'année financière 1960.
- En 1959, la Constitution oblige l'État à inscrire les citoyens au registre de l'état civil et à leur fournir une carte d'identité pour l'exercice de leur droit de vote.
- En 1961, le nombre de députés est fixé à 57, la fonction de député suppléant est supprimée et la Constitution prévoit l'universalisation des assurances sociales.
- En 1968, les traités publics obtiennent la primauté sur les lois, toute discrimination contraire à la dignité humaine est interdite, les institutions autonomes perdent leur indépendance en matière de gestion, et la convocation d'une constituante pour la révision générale de la Constitution requiert seulement l'approbation des deux tiers des membres de l'Assemblée législative.
- En 1969, la Constitution interdit la réélection d'un président, sauf celle, pour un seul mandat, d'un président qui a rempli cette charge avant cette date.
- En 1971, l'âge d'accession à la citoyenneté est ramené à dix-huit ans.
- En 1975, le Tribunal suprême électoral se voit accorder le rang et l'indépendance des trois pouvoirs de l'État, l'interdiction de former des partis contraires au système démocratique est levée, l'espagnol devient la langue officielle de la Nation, le président de la République peut désormais se rendre dans d'autres pays de l'Amérique centrale sans l'autorisation préalable de l'Assemblée législative[8], la largeur de la mer territoriale est fixée à douze milles, et l'État exerce une juridiction spéciale sur une zone de mer patrimoniale de 200 milles de large.
- En 1984, la disposition que toute augmentation de la rémunération des députés ne peut entrer en vigueur qu'une fois terminé le mandat de ceux qui l'ont adoptée est abrogée.
- En 1989, la Constitution prévoit la promulgation d'une loi de juridiction constitutionnelle, charge une chambre spécialisée de la Cour suprême de justice d'entendre les objections pour cause d'inconstitutionnalité et de statuer sur elles à la majorité absolue de ses membres, de résoudre les conflits de compétence entre les pouvoirs de l’État et d'examiner les requêtes d'amparo et d'habeas corpus.
- En 1993, la Constitution permet à l'Assemblée législative de déléguer l'étude et l'adoption de projets de loi à des commissions permanentes dotées du plein pouvoir législatif.
- En 1994, elle établit le droit à un environnement sain et écologiquement équilibré.
- En 1995, la Constitution précise que la qualité de Costaricien (la citoyenneté) ne se perd pas et qu'on ne peut y renoncer.
- En 2003, la Chambre constitutionnelle abroge la réforme de 1969 relative à l'élection du président de la République et permet ainsi la réélection de tout président qui n'a pas exercé sa charge au cours des huit années précédentes.
- En 2015, la Constitution déclare le pays multiethnique et pluriculturel[9].